# Suore benedettine di Gesù Crocifisso
Le suore benedettine di Gesù Crocifisso (in francese Sœurs Bénédictines de Jésus Crucifié) sono un istituto religioso femminile di diritto pontificio.

## Storia
La congregazione fu fondata l'11 aprile 1930 nella basilica di Montmartre a Parigi dal sacerdote Maurice Gaucheron, insieme con Suzanne Wrotnowska.
Il sodalizio era destinato ad accogliere le donne desiderose di abbracciare la vita religiosa ma impossibilitate a entrare in altre congregazioni per problemi di salute; le prime aspiranti vennero formate a Les Châtelets, nel noviziato delle suore francescane missionarie di Maria, e nel 1933 si insediarono nel priorato di Saint-Joseph a Brou-sur-Chantereine.
Frédéric Edouard Camille Lamy, vescovo di Meaux, eresse la compagnia in pia unione il 19 luglio 1933 e il 5 gennaio 1938 il successore di Lamy, Joseph Evrard, trasformò la pia unione in congregazione religiosa.
La prima filiale all'estero fu fondata nel 1936 a Tournai, in Belgio, e nel 1953 fu aperta la prima casa fuori dal territorio europeo a Devon, negli Stati Uniti d'America.
L'istituto ottenne il pontificio decreto di lode il 22 aprile 1950 e l'approvazione definitiva della Santa Sede il 30 agosto 1960; le sue costituzioni furono approvate il 24 settembre 1966.

## Attività e diffusione
Le suore si dedicano principalmente alla preghiera contemplativa.
Sono presenti in Francia, in Giappone e negli Stati Uniti d'America; la sede generalizia è a Brou-sur-Chantereine.
Alla fine del 2008 la congregazione contava 101 religiose in 5 case.